# ダウルスキー自然保護区

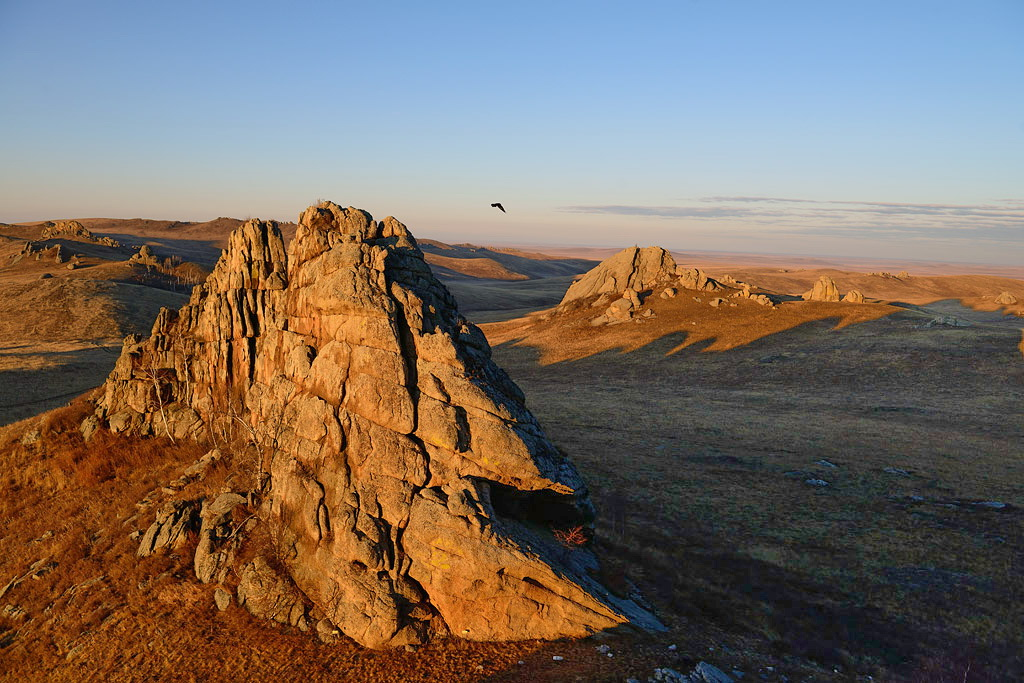

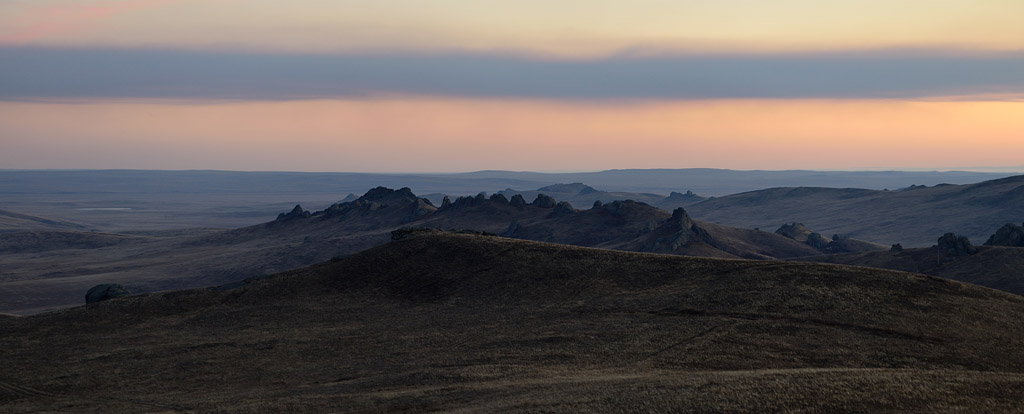

ダウルスキー自然保護区（ロシア語: Даурский заповедник）はザバイカル南東部の国立自然保護区。1987年10月25日に鳥類保護を主な目的として設立された。2017年には、「ダウリヤの景観群」の一部として、世界遺産リストに登録された。
ザバイカル東南部のステップ、湖沼、湿地帯及び森林（タイガ、ツンドラ、広葉樹林）と草原区域である。自然保護区はウルザ川とイマルカ川の三角州を含むバルン＝トレイ湖とズン＝トレイ湖及びその他の湖沼群および45,790haのステップから構成される。周囲には163,530haの緩衝区域が設定されており、9つのセクションに分かれる。

## 気候
気候は明らかな大陸性で寒冷、冬は寒冷で雪は少なく夏は温暖で乾燥していて一日のうちの気温差が大きい。
植物生育可能日数は120～150日で、6月上旬まで霜が残っていることもあり、これは8月下旬から始まる事のある秋の冷え込みの期間に関係する。

## 動植物
保護区はモンゴル・満洲草原の生物地理区に位置し、区域内には広大なステップとツァスチェイ松林があり、アンザンアヤメ、ハマキジカクシ、ネズミシバなどその他レッドリスト記載植物が20種以上生き残っている。保護区の動物相は、4種の魚類、3種の両生類、3種の爬虫類、314種の鳥類および47種の哺乳類を含む。マナヅル、クロヅル、アネハヅルの3種のツルが生息する。維管束植物の保護リストには現在360種が含まれる。
ロシア天然資源・環境省の管轄下にあり、1997年からUNESCOの定める生物圏保護区の一つとなった。また、2つのトレイ湖周辺はラムサール条約登録地である。